# Gryllotalpa gorkhana
Gryllotalpa gorkhana är en insektsart som beskrevs av Sigfrid Ingrisch 2006. Gryllotalpa gorkhana ingår i släktet Gryllotalpa och familjen mullvadssyrsor. Inga underarter finns listade i Catalogue of Life.